# Hemiergis initialis
Hemiergis initialis — вид сцинкоподібних ящірок родини сцинкових (Scincidae). Ендемік Австралії.

## Підвиди
Виділяють два підвиди:
- Hemiergis initialis brookeri Storr, 1975;
- Hemiergis initialis initialis (Werner, 1910).

## Поширення і екологія
Hemiergis initialis мешкають на півдні Західної Австралії, зокрема в горах Дарлінг та на рівнині Налларбор, а також на півострові Ейр в Південній Австралії. Вони живуть в сухих склерофільних лісах і рідколіссях, на пустищах та в чагарникових заростях, трапляються в садах. Зустрічаються на висоті до 240 м над рівнем моря.